# Félix Vidal Costa
Félix Vidal Costa (Santiago de Compostela, 1942) es un físico e investigador español, catedrático de Física de la Materia Condensada de la Universidad de Santiago de Compostela (USC) y director del Centro de Estudios Avanzados de esta universidad, donde encabeza un grupo de investigación sobre superconductividad a altas e y bajas temperaturas. Es académico numerario de la Real Academia Gallega de Ciencias y Vicepresidente del Grupo Especial Física de Estado Sólido (FES) de la Real Sociedad Española de Química
Estudió el bachillerato en el Instituto Arzobispo Gelmírez de su ciudad natal, e desde muy joven demostró un talante científico orientado hacia la investigación. Acabado el bachillerato se trasladó a Madrid para estudiar ciencias físicas en la Universidad Complutense, donde se licenció y doctoró. Amplió estudios en Francia, y es doctor por la prestigiosa École Normale Supérieure de París, así como docteur d’État et Sciences por la Universidad de París.

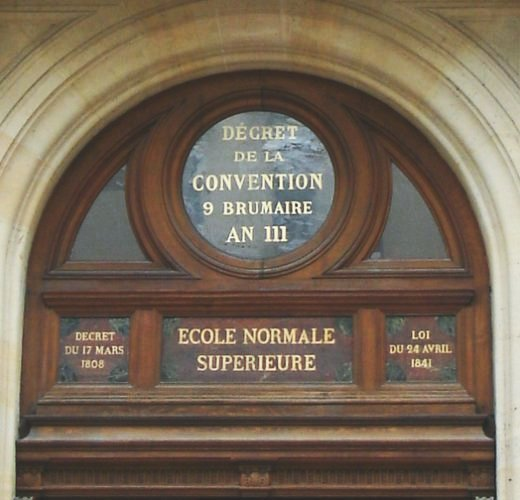
Puerta monumental del n.º 45 de la rue d'Ulm, en recuerdo de la doble fundación de la Escuela Normal Superior y de su instalación en esa calle

. Asimismo, trabajó como científico contratado en el MIT (Massachusetts, Estados Unidos) desde 1974 hasta finales de 1976.
Autor de más de un centenar de trabajos sobre física de la materia condensada y de los materiales, impartió clases en París y en los Estados Unidos, hasta asentarse en 1984 en la Universidad de Santiago de Compostela.
El profesor Vidal Costa mantuvo, y sigue manteniendo, una larga relación con el mundo académico francés. Durante doce años trabajó en el Laboratorio de Física de la Escuela Normal Superior de la capital francesa.
Y desde su cátedra de la Universidad de Santiago siguió vinculado a la investigación y a la docencia de la física de materiales y de bajas temperaturas en Francia, siendo en numerosas ocasiones catedrático asociado en diferentes instituciones universitarias de ese país. Una quincena de profesores e investigadores y seis doctorandos franceses estuvieron trabajando en su grupo de investigación de la USC.
La vinculación científica con Francia del profesor Vidal Costa continúa una tradición familiar, ya que su padre, Enrique Vidal Abascal, que fue catedrático de Geometría de la Universidad de Santiago, también mantuvo intensas relaciones profesionales con universidades e instituciones científicas francesas.
Con miembros de su equipo tiene registradas varias patentes, como:
- Félix Vidal Costa, Manuel Rodríguez Osorio, José Antonio Veira Suárez: Limitador indutivo de corrente baseado en múltiples aneis ou películas supercondutoras de pequeno diámetro (Limitador inductivo de corriente basado en múltiples anillos o películas superconductoras de pequeño diámetro).
- Manuel Rodríguez Osorio, José Antonio Veira Suárez, Félix Vidal Costa: Limitador indutivo de corrente baseado en elementos supercondutores con varias zonas débiles creadas artificialmente (Limitador inductivo de corriente basado en elementos superconductores con varias zonas débiles creadas artificialmente).
- Manuel Rodríguez Osorio, Maurice-Xavier François, Adrien Betrancourt, José Antonio Veira Suárez, Félix Vidal Costa: Limitador supercondutor de corrente integrado no intercambiador de calor dun refrixerador termoacústico (Limitador superconductor de corriente integrado en el intercambiador de calor de un refrigerador termoacústico).

En su época en la Complutense publicó:
- A la escucha de los sonidos cerca de Tl en el 4He líquido, Madrid, Fundación Juan March, 1978. ISBN 84-7075-094-1

Ha publicado numerosos artículos, como director o principal investigador, en revistas especializadas como:
- Physica B-Condensed Matter, ISSN 0921-4526
- Physical Review B, ISSN 1098-0121
- Superconductor Science & Technology, ISSN 0953-2048
- Physica C-Superconductiviyt and its Applications, ISSN 0921-4534
- EPL, ISSN 0295-5075
- Journal of Physics and Chemistry od Solids, ISSN 0022-3697
- IEEE Transactions on Applied Superconductivity, ISSN 1051-8223
- Physical Review Letters, ISSN 0031-9007

Ha sido galardonado con diversos premios y distinciones:
- 1976. Recibió su primera distinción en Francia, la medalla de bronce del Centre National de la Recherche Scientifique (CNRS) por sus trabajos sobre los superfluidos cuánticos.
- 1997. Fue galardonado con el Premio Nacional de Investigación Científica Santiago Ramón y Cajal.[8]
- 2005. Fue nombrado por el gobierno de Francia Caballero de la Orden de las Palmas Académicas por los "servicios rendidos a la ciencia y a la cultura francesas".[9]
- 2009. Recibe el Título de Excelencia Galega en su categoría de Ciencias.[10]